# Liberté d'expression en droit canadien
La liberté d'expression (alinéa 2(b) de la Charte canadienne des droits et libertés) est peut-être l'un des droits de la Charte qui a le plus influencé la société canadienne. Le juge Peter Cory a un jour écrit qu'« il est difficile d'imaginer un droit plus important dans une démocratie. » Ce droit a été au centre d'un très grand nombre de décisions.

## Historique
Avant l'adoption de la Charte canadienne des droits et libertés (1982) de la Déclaration canadienne des droits (1960), il y avait peu de jurisprudence sur la liberté d'expression car ce droit n'était pas expressément inscrit dans la Constitution. La question pouvait être débattue lors de litiges sur le fédéralisme, parce que des lois provinciales violant la liberté d'expression étaient alors considérées comme des législations criminelles ; or, le droit criminel est une compétence exclusive du Parlement du Canada selon l'article 91(27) de la Loi constitutionnelle de 1867. La cause Switzman c. Elbling (1957) est un exemple d'affaire où cette question est discutée.
La théorie de la charte des droits implicite affirme de plus que la capacité des gouvernements de restreindre la liberté d'expression est limitée en vertu du préambule de la Loi constitutionnelle de 1867. Ce préambule déclare que la constitution canadienne s'inspire de la constitution britannique, et que la liberté d'expression existait de façon limitée au Royaume-Uni en 1867. De plus, la liberté d'expression est considérée comme nécessaire au fonctionnement d'un gouvernement de type parlementaire.
La liberté d'expression a plus tard été incluse dans la Déclaration canadienne des droits en 1960.

## Définition
La définition du mot « expression » à l'article 2(a) est interprétée de façon assez large et inclut toute activité qui transmet, ou tente de « transmettre une signification », à l'exception des gestes de violence et des menaces de violence.
Cependant, l'article 1 de la Charte établit que des limites raisonnables peuvent être imposées à ce droit si ces limites sont prescrites par la loi et peuvent être justifiées de façon démontrable dans une société libre et démocratique. Les tribunaux tentent  de rester neutres face au contenu en ne jugeant pas la valeur de l'expression. Le contenu n'est évalué que lors de l'analyse sous l'article 1.

### Droits négatifs et positifs
La liberté d'expression est principalement considérée comme un droit négatif. Dans Assoc. des femmes autochtones du Canada c. Canada (1994), la Cour a examiné une affirmation selon laquelle le gouvernement devait subventionner un groupe d'intérêts lors de négociations constitutionnelles, comme il l'avait fait pour d'autres. L'article 28 (le droit à l'égalité des sexes sous la Charte) fut utilisé pour renforcer cet argument, puisque les demandeurs formaient un groupe d'intérêts. Néanmoins, bien que la Cour suprême ait confirmé que des discussions avec le gouvernement étaient « incontestablement » une forme d'expression garantie par l'article 2(b), le gouvernement ne semblaient pas s'être rendu coupable d'avoir violé la liberté d'expression et la demande fut rejetée.

## Limites raisonnables de l'article 1 de la Charte
Une loi sera jugée en violation de la liberté d'expression si la loi a soit pour objectif, soit pour effet de violer ce droit.
La liberté d'expression au Canada n'est pas absolue; L'article 1 de la Charte permet au gouvernement d'adopter des lois qui limitent la liberté d'expression tant que les limites sont « raisonnables et peuvent être justifiées dans une société libre et démocratique »,. Un discours de haine (qui fait référence à l'apologie et à l'incitation au génocide ou à la violence contre un groupe racial, ethnique, sexuel, religieux ou autre identifiable particulier), et à l'obscénité (un terme général désignant, entre autres des choses, de la littérature déraisonnable, dangereuse ou extrêmement inappropriée pour la société dans son ensemble, comme la pédopornographie ou les médicaments frauduleux destinés à promouvoir la virilité sexuelle), sont deux exemples qui retiennent l'attention des médias et du discours public.

## Objectifs des lois limitant la liberté d'expression
L'objectif d'une loi peut limiter le droit en limitant soit le contenu, soit la forme de l'expression. Les restrictions sur le contenu existent lorsque la signification de l'activité expressive est spécialement interdite par la loi, tels la loi sur les propos haineux ; il s'agit de la forme de restriction la plus facilement identifiable. La restriction de la forme de l'activité expressive peut également faire invoquer l'article 2(b) puisqu'elle a souvent pour effet la restriction du contenu également.
Lorsqu'une loi n'a pas pour objectif de restreindre la liberté d'expression, elle peut tout de même violer l'article 2(b) par ses effets. Une loi sera jugée en violation de la liberté d'expression si elle a pour effet d'entraver « la recherche de la vérité, la participation au sein de la société ou l'enrichissement et l'épanouissement personnels. »

## Activités qui tombent sous des règles particulières relatives à la liberté d'expression

### Expression commerciale
L'expression commerciale est reconnue comme une activité protégée sous l'article 2(b). Ceci inclut la publicité et tout moyen d'expression semblable servant à vendre des biens et des services. Même la publicité frauduleuse ou induisant en erreur est protégée. La valeur de ce type d'expression n'est pas évaluée avant l'analyse sous l'article 1.
La protection de l'expression commerciale fut d'abord établie dans Ford c. Québec (1988), lorsque la Cour a invalidé une loi québécoise exigeant l'usage exclusif du français dans l'affichage commercial. Cela fut suivi par Irwin Toy c. Québec, où la cour a jugé qu'une loi québécoise interdisant la publicité visant les enfants violait l'article 2(b) mais l'a maintenue en vertu de l'article 1.
La Cour suprême a également jugé que la publicité par les professionnels est protégée ; même les communications à fins de prostitution sont protégées en tant qu'expression commerciale.
Dans l'arrêt Montréal (Ville) c. 2952-1366 Québec Inc., la Cour suprême affirme que le lieu où se situe l'expression est un facteur pour déterminer s'il y a une violation. Dans ce cas, la violation est justifiée en vertu de l'article 1 de la Charte car il s'agissait d'empêcher un bar de danseuses de faire trop de bruit sur une artère commerciale importante.

### Piquets de grève
Les manifestations par les groupes et syndicats professionnels sont reconnues depuis longtemps comme une forme d'expression protégée par la Charte.
Il existe peu de cas où un piquet de grève primaire a été restreint. Le débat concerne habituellement la restriction des piquets secondaires ; cette pratique consistant à faire un piquet de grève devant des commerces qui ne sont pas directement impliqués dans le conflit en question a été interdit dans le passé sous la common law. L'arrêt le plus important sur la restriction de piquet primaires est B.C.G.E.U. c. British Columbia (1988), lors duquel les employés de la Cour suprême de la Colombie-Britannique, qui manifestaient dans le cadre d'une grève générale des employés du secteur public à l'échelle de la province, furent contraints de retourner au travail par le juge en chef de la cour. Cet ordre a été jugé en violation claire de l'article 2(b), mais la Cour l'a maintenue en vertu de l'article 1.

## Survol de règles qui limitent la liberté d'expression

### Droit canadien relatif à la libelle et à la diffamation
La diffamation implique la publication sous une forme permanente telle que l'écriture dans un livre ou un journal:91 . La diffamation est un délit qui donne à une personne le droit de recouvrer des dommages-intérêts pour préjudice causé par la publication de propos destinés à abaisser le caractère d'une personne:51 . La loi encourage les médias à publier avec prudence, à éviter toute forme de diffamation et à respecter la liberté d'expression des personnes.
Le « libelle diffamatoire » est une infraction pénale en vertu du Code criminel . Le paragraphe 298(1) définit le libelle diffamatoire comme « une matière publiée, sans justification ou excuse légitime, qui est susceptible de porter atteinte à la réputation d'une personne en l'exposant à la haine, au mépris ou au ridicule, ou qui est destinée à insulter la personne de ou concernant qui il est publié." L'article 300 interdit la publication de libelles diffamatoires dont l'éditeur « sait qu'ils sont faux ». L'article 301 interdit la publication de tout libelle diffamatoire, mais cet article a été jugé inconstitutionnel car il pourrait criminaliser la publication de faits véridiques.

### Incitation à la haine
Par exemple, James Keegstra, un antisémite qui a enseigné la négation de l'Holocauste à des écoliers de l'Alberta, a été reconnu coupable et poursuivi pour incitation à la haine:99 .

### Réglementation d'Internet par l'entremise des fournisseurs d'accès à Internet
La réglementation d'Internet peut également être entreprise par les sociétés qui contrôlent l'accès - les fournisseurs de services Internet (FAI). En 2005, un important FAI canadien, Telus, bloque l'accès à un site Web créé pour faire connaître les opinions d'un syndicat en conflit avec l'entreprise. La Loi canadienne sur les télécommunications interdit aux transporteurs de contrôler le contenu qu'ils diffusent pour le public; cependant, Telus fait valoir qu'elle agit dans le cadre de la loi, invoquant son pouvoir contractuel de bloquer certains sites. Le blocage affecte incidemment des centaines de sites Web indépendants et a été supprimé après avoir attiré les critiques du public.
Comparativement aux États-Unis, le cadre réglementaire du Canada protège plus explicitement la neutralité du Net. Cela est attribué à la structure réglementaire du pays, aux lois existantes, à l'accord bipartite sur la question et à la nature non concurrentielle du marché canadien des télécommunications, qui nécessite une réglementation stricte pour éviter les abus.
Internet est devenu la porte de la communication, que ce soit en interagissant les uns avec les autres ou en fournissant une large sélection d'informations au public. La liberté d'expression et l'utilisation d'Internet sont liées à la capacité des gouvernements à restreindre la liberté d'expression et l'utilisation d'Internet:81 . Bien qu'Internet semble être un média innovant et sûr, il est potentiellement associé à un discours irresponsable et aux dangers qui en découlent. Une étude réalisée en 2008 par le Conseil national de recherches du Canada  élabore largement sur la vidéo générée par les utilisateurs et la prévalence d'Internet comme potentiellement significatif pour la société civile et le développement de la liberté d'expression par les moyens numériques au Canada atlantique.
Richard Posner, juriste et théoricien du droit américain, identifie quatre moyens de publication :
1. Anonymat : Internet permet aux utilisateurs et aux créateurs de communications de rester cachés. Cela facilite grandement la production, la création et la consommation de matériel faux, illégal et dangereux, comme la pédopornographie ou les discours de haine.
2. Manque de contrôle de la qualité : presque n'importe qui peut publier presque n'importe quoi sur Internet. Sur Internet, des affirmations non fondées sont aussi facilement publiées que des articles bien documentés.
3. Un public potentiel énorme : Internet donne accès à des millions de lecteurs et de téléspectateurs potentiels à travers le monde. Cela peut amplifier tout dommage causé par la parole.
4. Les personnes antisociales trouvent leurs âmes sœurs : les personnes ayant des opinions étranges, excentriques, subversives et dangereuses peuvent se trouver très facilement sur Internet. Ces personnes s'enhardissent non seulement à exprimer leurs idées, mais aussi à agir en conséquence, leur confiance en soi étant renforcée par l'appartenance à une communauté de croyants. Cela peut entraîner des dangers pour les personnes telles que les pédophiles.

Internet suscite des inquiétudes quant aux limites de la liberté d'expression imposées par la loi sur le droit d'auteur. Cela peut devenir une restriction à la liberté d'expression si une personne souhaite utiliser le travail sans autorisation appropriée. Le droit d'auteur protège les mots et les images utilisés pour représenter les idées, mais il ne protège pas les idées elles-mêmes. Lorsqu'il s'agit de toute restriction à la liberté d'expression, il doit y avoir une justification valable, mais le cas du droit d'auteur semble l'emporter sur l'idée qu'il est contraire à la liberté d'expression - plutôt une solution à la protection des mots et des images des gens. :88–95
Les fournisseurs d'accès Internet ont des lois contre les messages haineux et si les sites enfreignent ces conditions, ils sont fermés. Bernard Klatt était propriétaire d'un fournisseur de services Internet (FAI) nommé Fairview Technology Centre Ltd à Oliver, en Colombie-Britannique. En 1998, Klatt a été identifié comme un hôte de plusieurs sites Web associés au discours de haine, aux organisations néonazies, au Heritage Front de Toronto, à la World Wide Church of the Creator et aux French Charlemagne Hammerhead Skinheads. Les entreprises locales, les écoles, les étudiants et les agences gouvernementales avaient un accès facile aux sites racistes car Fairview Technology était leur fournisseur de services. L'Unité des crimes haineux établie par le gouvernement de la Colombie-Britannique a examiné les plaintes contre Fairview et a demandé à Fairview d'accepter l'entière responsabilité légale du contenu des sites ; Klatt a ensuite vendu le service Internet à une autre société:259 .
On pense que l'affaire R c Elliott est le premier cas où un Canadien est poursuivi pour avoir parlé via Twitter, un forum numérique en ligne, avec des implications potentielles pour la liberté d'expression en ligne au Canada,. La Cour de justice de l'Ontario a par la suite rejeté les accusations en raison d'un manque de preuves et d'une intention criminelle, concluant que Gregory Alan Elliot s'était engagé dans un débat légitime et libre limité, bien que potentiellement vulgaire et obscène. En outre, il a été affirmé que ceux qui créent des hashtags sur Twitter ne contrôlent pas en fin de compte les tweets utilisant lesdits hashtags, et que les affirmations de l'accusation reposaient en partie sur ceux qui se faisaient passer pour Elliot. Elliot ne pouvait pas être reconnu coupable d'actions qu'il n'avait pas commises lui-même.

### Institutions de contrôle des communications
Les institutions de contrôle des communications sont des agences gouvernementales qui réglementent, peuvent modifier les médias, les réglementations et les nouveaux organismes de réglementation. En 1982, le premier ministre Pierre Trudeau affirme : « Quand les médias ne se disciplinent pas, l'État intervient »:91 . Certaines institutions de contrôle intermédias se réglementent elles-mêmes pour éviter d'être réglementées par le gouvernement, telles que l'Association canadienne des radiodiffuseurs, le Conseil de presse de l'Ontario, les associations d'éditeurs et les groupes publicitaires.
Les associations nationales des médias, de nombreux journaux, magazines et grandes chaînes de vente au détail appuient le Code canadien des normes de la publicité. Le Conseil de la radiodiffusion et des télécommunications canadiennes (CRTC) doit approuver tous les scénarios de diffusion de publicités sur les aliments, les médicaments et les produits cosmétiques sur les stations canadiennes:126 . En Ontario, la Commission des permis d'alcool, qui relève du ministère de la Consommation et du Commerce, publie un livre répertoriant ce qui peut et ne peut pas être publié sur papier et ce qui peut être diffusé dans la publicité pour le vin, la bière et le cidre. Toutes les publicités destinées aux enfants de moins de 12 ans doivent respecter le Code de diffusion de la publicité destinée aux enfants et sont gérées par le Comité des enfants du Conseil des normes de publicité:128 .

### Règles propres à la télévision
Au début des années 1990, le Canada est le deuxième exportateur de produits audiovisuels après les États-Unis. La loi canadienne de 1968 ajoute aux obligations des radiodiffuseurs que la radiodiffusion canadienne doit promouvoir l'unité nationale et que les radiodiffuseurs doivent obéir aux lois concernant la diffamation, l'obscénité, etc.:95
En 2004, les entreprises de radiodiffusion doivent surveiller en tout temps les stations étrangères et supprimer tout contenu pouvant aller à l'encontre de la Charte canadienne des droits et libertés. Des restrictions sont imposées à la licence de diffusion d'Al-Jazeera, un réseau d'information en langue arabe, par le Conseil de la radiodiffusion et des télécommunications canadiennes (CRTC):17 .
Le 11 janvier 1982, l'Inuit Broadcasting Corporation (IBC) commence à diffuser des émissions de télévision dans les Territoires du Nord-Ouest et le Nord du Québec. Pendant près d'une décennie, les communautés inuites reçoivent des émissions principalement en anglais, ce qui soulève des inquiétudes parce que de nombreuses personnes dans le Nord ne comprennent pas l'anglais. Ainsi les Inuits ne partagent pas la même orientation culturelle et ne peuvent s'identifier librement à leurs traditions ou au sud du Canada.

### Protection de la langue française au Québec
Dans la province de Québec, la liberté d'expression est restreinte dans l'intérêt de la protection de la langue française. L'affichage commercial extérieur ne peut utiliser que du texte anglais s'il est la moitié de la taille du texte français en vertu de la Charte de la langue française, ou les entreprises peuvent faire face à des sanctions financières. La Cour suprême a jugé que le règlement sur l'affichage constituait une limite « raisonnable » à la liberté d'expression.

## Cas historiques de censure ou de tentative de censure

### Activités de la GRC pendant les années 1970
Dans les années 1970, l'appareil de sécurité nationale du Canada abuse de ses pouvoirs de surveillance pour réprimer illégalement les organes de presse de gauche par des incendies criminels, des introductions par effraction et des vols.

### Crise d'octobre
Après la crise du Front de libération du Québec (FLQ), de nombreuses attaques sont menées contre la presse, suggérant que les médias sont irresponsables dans la façon dont ils élaborent des rumeurs en temps de crise:226 . Les critiques atteignent des sommets au point où après la mort de Pierre Laporte le 17 octobre 1970, la whip du Parti libéral, Louise-Philippe Lacroix, accuse les journalistes d'être responsables de sa mort:227 . Le secrétaire d'État Pelletier et le président du Conseil de la radio-télévision canadienne (CRTC) ont discuté des moyens d'obtenir des règlements de restriction, mais ont conclu que cela conduirait à des accusations de censure:2 . La Loi sur les mesures de guerre est invoquée et les reportages de la CBC à Ottawa recoivent des instructions selon lesquelles ils ne devaient diffuser que des histoires attribuées à une source identifiable, recycler les commentaires des partis d'opposition et ne pas permettre que leurs noms soient identifiés avec des déclarations politiques. Il est décidé que le secrétaire d'État devrait veiller à ce que les secteurs privé et public des médias acceptent les décisions du gouvernement:230 . Le secrétaire aux programmes du premier ministre, J. Davey, estime que le gouvernement devait se concentrer sur quatre domaines, l'un étant que le Centre des opérations stratégiques continue de surveiller les médias de semaine en semaine:11 .

### Censure de livres
Ce qui peut et ne peut pas être publié dans les livres soulève des questions de liberté d'expression et de tolérance. En 1962, Lady Chatterley's Lover de DH Lawrence fait face à une décision de justice demandant s'il devait être interdit. L'affaire conteste les lois fédérales sur l'obscénité en vertu du code criminel. Le livre utilise fréquemment le mot « baiser » et utilisait des descriptions détaillées de l'adultère qui insultaient certains lecteurs:73. L'argument avancé est que le livre est obscène, rencontrait des problèmes d'obscénité et corromprait et dégraderait les lecteurs. Les règles sur la censure par le gouvernement fédéral ne sont pas claires  alors et en 1962, la Cour suprême du Canada statue que le livre peut continuer à être publié et conclut que Lady Chatterley's Lover n'est pas obscène.
Le livre de 2006 de Mark Steyn sur la diaspora musulmane en Occident, America Alone, fait l'objet d'une plainte de Mohamed Elmasry, chef du Congrès islamique canadien, déclarant que l'article « discrimine les musulmans sur la base de leur religion ». Il expose les musulmans à la haine et au mépris dus à leur religion ». La plainte contre le magazine Steyn et Maclean's, qui ont présenté un extrait du livre lors de sa parution en 2006, est entendue devant trois commissions des droits de la personne : celle de l'Ontario, qui s'est déclarée incompétente ; Colombie-Britannique, qui a rejeté la plainte ; et la Commission canadienne des droits de la personne, qui a rejeté la plainte fédérale sans renvoyer l'affaire devant un tribunal :114–119. Cette affaire est citée comme une raison des raisons ayant motivée l'abrogation de l'article 13 de la Loi canadienne sur les droits de la personne, une loi qui autorisait les plaintes fédérales en matière de droits de la personne concernant « la communication de messages haineux par téléphone ou sur Internet ».

### Pornographie
L'approche de la Cour suprême sur la liberté d'expression a été que pour décider si une restriction à la liberté d'expression est justifiée, les dommages causés par la forme particulière d'expression doivent être mis en balance avec les dommages qui seraient causés par la restriction elle-même:164 . Cela rend la justification des limites de la liberté d'expression difficile à déterminer. Ceux qui sont contre la pornographie soutiennent que la pornographie est essentiellement traitée comme une diffamation plutôt que comme une discrimination. Comme le dit Catharine MacKinnon, féministe et militante basée aux États-Unis : « Il est conçu en termes de ce qu'il dit, ce qui est imaginé plus ou moins efficace ou nuisible au fur et à mesure que quelqu'un agit ensuite en conséquence, plutôt qu'en termes de ce qu'il Est-ce que. Fondamentalement, dans cette optique, une forme de communication ne peut, en tant que telle, rien faire de mal sauf offenser":11 . La pornographie soulève également des questions concernant le viol, la violation des femmes et la pédopornographie.
La féministe canadienne Wendy McElroy plaide pour la tolérance de la pornographie:64 . Dans son livre, XXX: A Woman's Right to Pornography (1995), elle estime que les femmes (et les hommes) sont libres de se faire leur propre opinion sur leur utilisation de la pornographie et qu'il ne faut pas en interdire l'accès. Si cela est vrai, alors la pornographie devrait avoir une certaine importance puisqu'elle permet à ses utilisateurs d'apprendre sur eux-mêmes et fait partie du principe de la liberté d'expression. Certains croient que la loi devrait protéger les valeurs et que tout ce qui pourrait corrompre ou saper ces valeurs devrait être interdit par la loi. Cependant, les partisans de la défense de la liberté d'expression estiment que toute restriction doit être fortement basée sur plus qu'une simple réaction de dégoût et de haine :59–72.

## Liberté d'expression en temps de crise
La communication a une importance en temps de crise pour avertir les communautés des catastrophes et aider à en suivre l'impact. Les termes de la nouvelle Loi sur les secrets officiels du Canada font craindre aux médias canadiens qu'ils ne soient pas libres de signaler les abus dans le domaine de la sécurité nationale, car ils pourraient être poursuivis. L'attitude du Canada à l'égard de la criminalisation des propos associés au terrorisme a jusqu'ici été quelque peu prudente :157–158. Le Canada a modifié son projet de loi antiterroriste de 2001 pour prévoir que « pour plus de certitude, l'expression d'une pensée, d'une croyance ou d'une opinion politique, religieuse ou idéologique » ne constituera pas une activité terroriste à moins que l'expression ne satisfasse à l'autre définition de activités terroristes. Le Canada a augmenté la capacité de saisir et de retirer la propagande haineuse d'Internet et de nouvelles peines pour les dommages aux biens religieux liés au terrorisme et aux discours haineux :158–159.
Malgré la Loi sur les mesures de guerre, le cabinet fédéral a le pouvoir de censurer les médias en déclarant une urgence de guerre ou une urgence internationale. La loi sur les mesures d'urgence exige que la reconnaissance d'une situation d'urgence soit présentée au Parlement dans les sept jours où le Parlement peut avoir la possibilité de la révoquer. Julian Sher, président de l'Association canadienne des journalistes, qui compte 1 000 membres, a prédit que les médias lanceraient une contestation judiciaire si la Charte des droits était violée. Cependant, dans le passé, des affaires ont vu des tribunaux approuver la censure militaire. Par exemple, lors de la confrontation de l'armée canadienne avec les guerriers mohawks à Oka, au Québec, il y avait des restrictions sur les médias, y compris la coupure des téléphones cellulaires. En 1970, lors de la crise d'octobre au Québec, la Loi sur les mesures de guerre est imposée et les médias ne sont pas autorisés à publier les manifestes du Front de libération du Québec et même certains journalistes sont emprisonnés.

## Bienfaits économiques de la liberté d'expression selon la théorie économique
La littérature économique soutient l'idée qu'une plus grande liberté d'expression favorise une plus grande croissance économique, car le libre échange des idées stimule l'innovation. Le contraire (c'est-à-dire la censure) entrave la liberté académique et la recherche. Selon une analyse économétrique de la relation entre la liberté d'expression et la croissance économique, les Canadiens seraient plus riches de 2 522 $ chaque année en moyenne si les politiques publiques du Canada encourageaient la liberté d'expression autant que celles de la Norvège.

## Lecture complémentaires
- « Liberté d'expression : principes essentiels ». Democracy Web: études comparatives sur la liberté. 11 octobre 2011.
- " Liberté d'expression et de pensée : en danger ? " . Candlelight Stories, 4 mai 2009.